# Karl Meisner
Karl Meisner (* 23. September 1939 in Passau; † 11. April 2019 ebenda) war ein deutscher Schwimmer und Wasserballspieler, der für den Turnverein Passau 1862 startete.

## Sportliche Erfolge
Im Jahr 1963 wurde Karl Meisner in Gladbeck erstmals deutscher Titelträger der Vereine ohne Winterbad (VoW) mit der 4×100-m-Bruststaffel des TV Passau (mit Hans Meisner, Ludwig Reitberger und Günther Weiser). Mit der 4×200-m-Bruststaffel wurde er dann 1964 in Berlin Deutscher VoW-Vizemeister und 1965 in Itzehoe wiederum deutscher VoW-Bester. Bei den offenen Deutschen Meisterschaften 1967 in Essen konnte er über 4 × 100 Meter Brust (mit Wolfgang Geiger, Hans Meisner und Ludwig Reitberger) den vierten Platz erringen. Im Jahr 1969 folgte dann der Gewinn der Deutschen Mannschaftsmeisterschaft (VoW) mit 22.062 Punkten. Bei den 1973 in Regensburg letztmals durchgeführten deutschen VoW-Bestenkämpfen errang er mit der 4×100-m-Bruststaffel (mit Josef Schmidt, Christian Riendl und Hans Meisner) auch seinen letzten deutschen Titel.
Mit der Wasserball-Mannschaft des TV Passau wurde er in den Jahren 1969 und 1971 zweimal Zweiter bei den deutschen VoW-Bestenkämpfen.